# Besate
Besate es una localidad italiana de la provincia de Milán, región de Lombardía, con 1.826 habitantes.

## Evolución demográfica
| Gráfica de evolución demográfica de Besate entre 1861 y 2001 |
|                                                              |
| Fuente ISTAT - elaboración gráfica de Wikipedia              |